# بامداد اسلام
بامداد اسلام نام کتابی است از عبدالحسین زرین‌کوب.
بامداد اسلام کتابی کم حجم اما پرمحتوا ست که به بررسی شرایط مکه و شبه جزیره عربستان قبل از تولد و در خلال تولد محمد بن عبدالله می پردازد و سپس به صورت خلاصه وار اما کامل تاریخ اسلام را پس از وفات پیامبر تا پایان دولت اموی که سال ۱۳۲ هجری قمری باشد بررسی می کند.
استفاده بیش از حد کتاب «بامداد اسلام» از منابع اهل سنت و کم توجهی به منابع تاریخی شیعه، انتقادات بسیاری را در پی داشته است. 